# あらいけい
あらい けい（1952年1月22日 - ）は、日本の演出家、俳優、放送作家、武術家。 「ひらがなのあらいけい」 と呼ばれている。
本名は新井勲（あらい いさお）で、芸名の「あらいけい」は40代後半から使用。 20代から40代後半までは「新井螢」という漢字を使っていた。 
北海道白老町出身。身長172cm。
番組制作会社IBC・JAPAN代表、大東流合気 実践あらい道場 代表、師範、大東流武術連盟 八段 専務理事。

## 略歴
千葉商科大学卒業、 早稲田大学中退。

## 劇団へ
大学在学中はやりたいことも見つからず、ふと手にした雑誌に劇団の紹介が乗っており「劇団青俳」を何気なく受けたら合格して通い始める。その後、つかこうへい事務所の女優・水村弘子に劇団暫（のちのつかこうへい事務所の役者たちが所属）を紹介されカルチャーショックを受ける。このままではいけないと思い4年後に独立、 劇団 夢戯人ろまんびとを立ち上げ活動を行う。

## 北海道へ
家庭の事情から30歳で帰道する。北海道へ帰ってから翌年に演劇学校 サッポロアクターズ アカデミーを設立。その翌年、サッポロアクターズ アカデミー出身者で劇団そら豆カンパーニーを旗揚げする。
その後 活動をラジオ、テレビ、ステージに移し、エフエム北海道出演を皮切りにSTVラジオ、HBCラジオに大きくかかわり、UHBやHBCのテレビ番組にも多く出演している。
1988年から札幌大通で行われている「さっぽろ夏まつり」と「さっぽろ雪まつり」のステージディレクターを2011年まで続けていた。
1993年10月から現在まで HBCラジオにてプロレス専門番組『ラジプロ！』の制作と出演をこなしている。
その一方で大東流合気柔術の道場を開き、「大東流合気実践あらい道場」の師範として日本だけにはとどまらず広く世界で活動している。

## エピソード
学生時代
早稲田大学時代、五木寛之の著書 「青年は荒野を目指す」 にあこがれてヨーロッパを放浪。学費を旅の費用にあてたため大学に授業料を払わず抹籍処分となる。千葉商科大学を卒業しているのにも関わらず、通りがいいので早稲田中退を名乗っている。海外旅行をしたのがきっかけで現在まで約90か国近く海外に旅行している。
東京の劇団時代
劇団 夢戯人ろまんびと を設立した際にいつか有名になって、「この名前をみんなが読めるように」との願いを込めて命名したが、一般にまでは浸透しなかった。
1978年に六本木自由劇場で上演された『ミッドナイト・ブルース』が評判を呼び、一躍注目されるようになった。
1980年7月から8月にかけて大塚ジェルスホールに於いてプロデュース公演『PLAY4』を上演。
自身の劇団以外に参加劇団は、三宅裕司率いる劇団スーパー・エキセントリック・シアター、塚本晋也主催の表現団夢丸、劇団創元などのメンバーが参加した。